# Heini Wathén
Heini Wathén-Fayed (de soltera Wathén; Hanko, Finlandia, 24 de febrero de 1955) es una ex modelo casada con el empresario egipcio Mohamed Al-Fayed. Fue funcionaria del Hotel Ritz de Londres.

## Carrera
Heini Wathén firmó con una agencia de modelos después de ganar varios concursos de belleza en Finlandia a los 17 años. Se graduó de la escuela secundaria en 1975 y se unió a su hermana en París como modelo. Regresó a Finlandia dos años después para competir en el concurso de Miss Finlandia, pero no llegó a la final.
Durante el concurso de Miss Finlandia, Wathén conoció a Dodi Fayed, quien buscaba nuevas modelos en Finlandia. Fayed arregló que Wathén modelara para la casa de modas de Pierre Balmain.

## Vida personal
En París, Dodi Al-Fayed le presentó a Wathén a su padre Mohamed Al-Fayed, quien inició una relación con ella. Al-Fayed pronto invitó a Wathén a vivir con él en Park Lane en Londres. La pareja se casó en 1985, por lo que Heini Wathén-Fayed se convirtió en madrastra de Dodi Fayed.
Wathén-Fayed tiene cuatro hijos con Mohamed Al-Fayed: las hijas Jasmine (nacida en 1980) y Camilla (nacida en 1985), y los hijos Karim (nacido en 1983)  y Omar (nacido en 1987).
Wathén-Fayed y Al-Fayed vivían, hasta el fallecimiento de él en septiembre del 2023, en Surrey y en una mansión en Espoo, Finlandia.